# Ga Phan Thiết

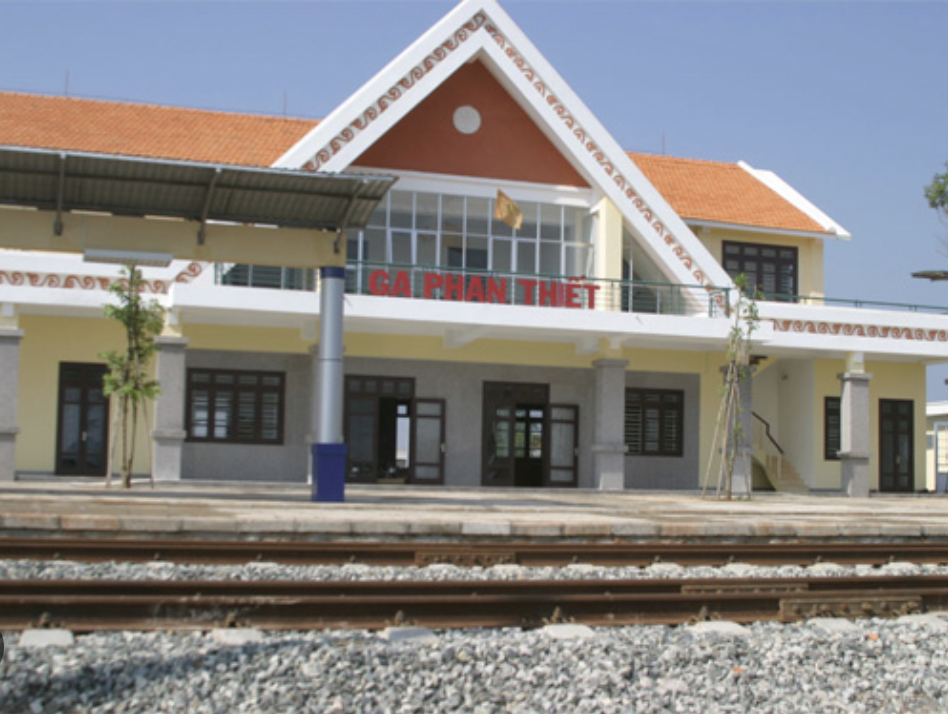
Nhà ga Phan Thiết mới, cách trung tâm thành phố 1 km

Ga Phan Thiết là nhà ga hành khách của tuyến đường sắt du lịch nối từ Sài Gòn đến Phan Thiết (còn được gọi là tuyến đường sắt "Hội Tụ Xanh"). Ngoài ra, đây còn là ga vận chuyển hàng hóa từ Phan Thiết đến Ga Bình Thuận (tên cũ: Ga Mương Mán) để hòa vào tuyến đường sắt Bắc - Nam.

## Lịch sử
- Năm 1899, toàn quyền Đông Dương thành lập 1 phái đoàn mang tên Lang Biang. Phái đoàn này có nhiệm vụ xây dựng đường xe lửa từ Phan Rang – Tháp Chàm đi ngang qua D'Ran rồi lên Đà Lạt, nối cửa biển Ninh Chử với Tây Nguyên, nối các tỉnh miền Nam với miền Trung. Các công trường như Tháp Chàm - Đà Lạt, Tháp Chàm - Biên Hòa, Tháp Chàm - Nha Trang lần lượt xuất hiện.
- Năm 1903, họ xây xong khu vực nhà ga Phan Thiết với hệ thống kho, bãi.
- Năm 1920, tuyến đường sắt Biên Hòa - Tháp Chàm được nối liền và đi ngang qua thành phố Phan Thiết, ga Phan Thiết là 1 ga trạm của tuyến đường sắt này.
- Năm 2012, ga Phan Thiết được di dời ra khỏi trung tâm thành phố, tọa lạc cạnh Quốc lộ 1, xóa bỏ nhà ga cũ và biến đường ray cũ thành đường Lê Duẩn mở rộng

Như vậy, danh xưng Ga Phan Thiết đã có tuổi đời hơn một thế kỷ.

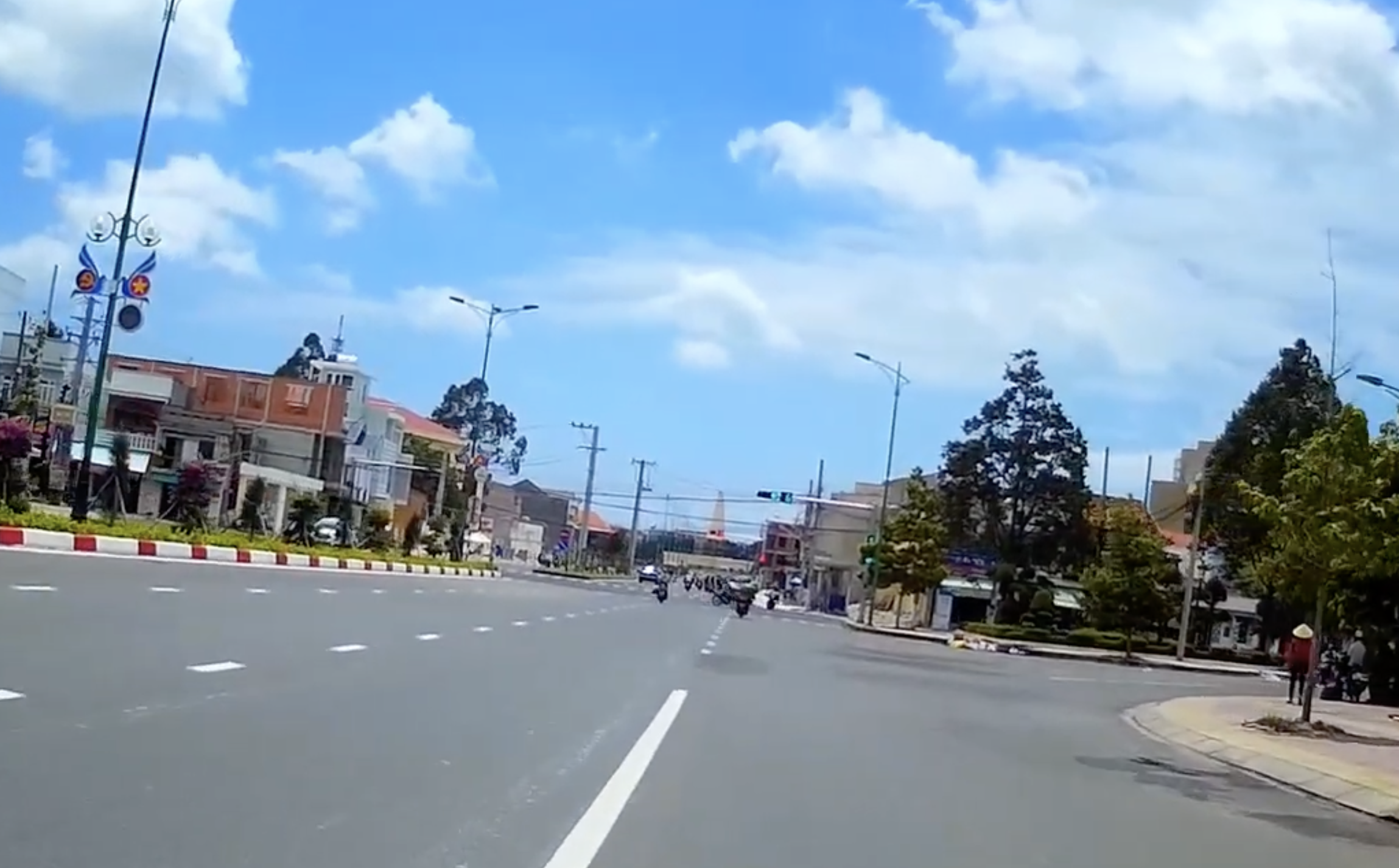
Vị trí ga xe lửa cũ ngày nay, công viên ngã tư Lê Hồng Phong - Lê Duẩn

## Đặc điểm
Trước đây, ga Phan Thiết tọa lạc ở trung tâm thành phố, cách sông Cà Ty không xa (chỉ khoảng 5 km). Tuy là ga của thành phố, nhưng ga này vẫn bị coi là "ga lẻ" bởi vì tàu từ Nam ra Bắc đều phải chạy qua ga Mương Mán, rồi mới đến ga Phan Thiết nếu hành khách có yêu cầu. Mỗi ngày chỉ có một số tàu dừng bánh và xuất phát tại đây. Từ đây, tàu chạy ra ga Mương Mán và đón hành khách từ ga Mương Mán về thành phố. Ngày 28 tháng 4 năm 2006, tỉnh Bình Thuận liên kết với công ty đường sắt mở lại tuyến đường sắt Sài Gòn - Phan Thiết để phục vụ ngành du lịch.
Ngày 16 tháng 4 năm 2012, tại thành phố Phan Thiết đã diễn ra lễ khánh thành 2 công trình giao thông là nhà ga Phan Thiết mới thay thế cho nhà ga cũ, sau đó người ta cho bốc dỡ đường ray đến ga cũ và phá bỏ nhà ga cũ, mở rộng và kéo dài đường Lê Duẩn (Nhà ga cũ hiện tại nằm tại công viên khu vực ngã tư đường Lê Hồng Phong và đường Lê Duẩn của Thành phố Phan Thiết). Tọa lạc tại xã Phong Nẫm, ga Phan Thiết mới cách vị trí ga cũ hơn 1 km, cách Quốc lộ 1 500 m và cách ga Mương Mán khoảng 10 km.